# جون وايت (مجدف)
جون وايت (بالإنجليزية: John White)‏ هو مجدف أمريكي، ولد في 16 مايو 1916 في سياتل في الولايات المتحدة، وتوفي في 16 مارس 1997 في بالفيو في الولايات المتحدة.

## وصلات خارجية
- جون وايت على موقع الاتحاد الدولي للتجديف (الإنجليزية)
- جون وايت على موقع اللجنة الأولمبية الدولية (الإنجليزية)
- جون وايت على موقع أوليمبيديا (الإنجليزية)